# Universidad de Defensa Nacional Kim Jong-un
La Universidad de Defensa Nacional Kim Jong-un (en hangul, 김정은 국방종합대학; en hanja, 金正恩 國防綜合大學)) es una universidad ubicada en el distrito Ryongsong-guyok, Pyongyang, Corea del Norte . La universidad se centra en la formación científica y técnica del personal de defensa nacional de Corea del Norte.

## Historia
La universidad fue fundada por Kim Il-sung en octubre de 1964 como Colegio de Defensa Nacional (en coreano: 국방 대학). Inicialmente estaba ubicado en Kanggye, provincia de Chagang . La universidad pronto pasó a llamarse Universidad de Defensa Nacional (en coreano: 국방 종합 대학). La universidad fue transferida a Pyongyang en 2000. En junio de 2016, Kim Jong-un visitó la Universidad de Defensa Nacional donde dijo que la convertiría en la universidad más prestigiosa para la formación de personal científico de defensa nacional. El nombre de la universidad se cambió para incluir el nombre de Kim Jong-un después de su visita. En 2020, la universidad participó por primera vez en el desfile militar del Día de la Fundación del Partido. El decano de la escuela fue puesto a cargo de la preparación de la escuela para el desfile y un ex soldado con "experiencia relevante" sirvió como abanderado del color de la Universidad KJU.

## Defensa nacional
Según Kim Jong-un, la Universidad de Defensa Nacional se ocupa de problemas científicos y técnicos sobre la modernización de las fuerzas armadas de Corea del Norte y el desarrollo de armas de alta tecnología. Kim también mencionó que la universidad tiene un papel en la consolidación del estado del país como estado con armas nucleares. 
La Compañía de Tecnología de la Información del 13 de junio está afiliada a la universidad.